# SN 2006tt
SN 2006tt – supernowa typu Ia odkryta 19 grudnia 2006 roku w galaktyce A021047-0424. Jej maksymalna jasność wynosiła 23,40m.